# Paramormia decipiens
Paramormia decipiens är en tvåvingeart som först beskrevs av Eaton 1893.  Paramormia decipiens ingår i släktet Paramormia och familjen fjärilsmyggor. Inga underarter finns listade i Catalogue of Life.